# MBook-Projekt

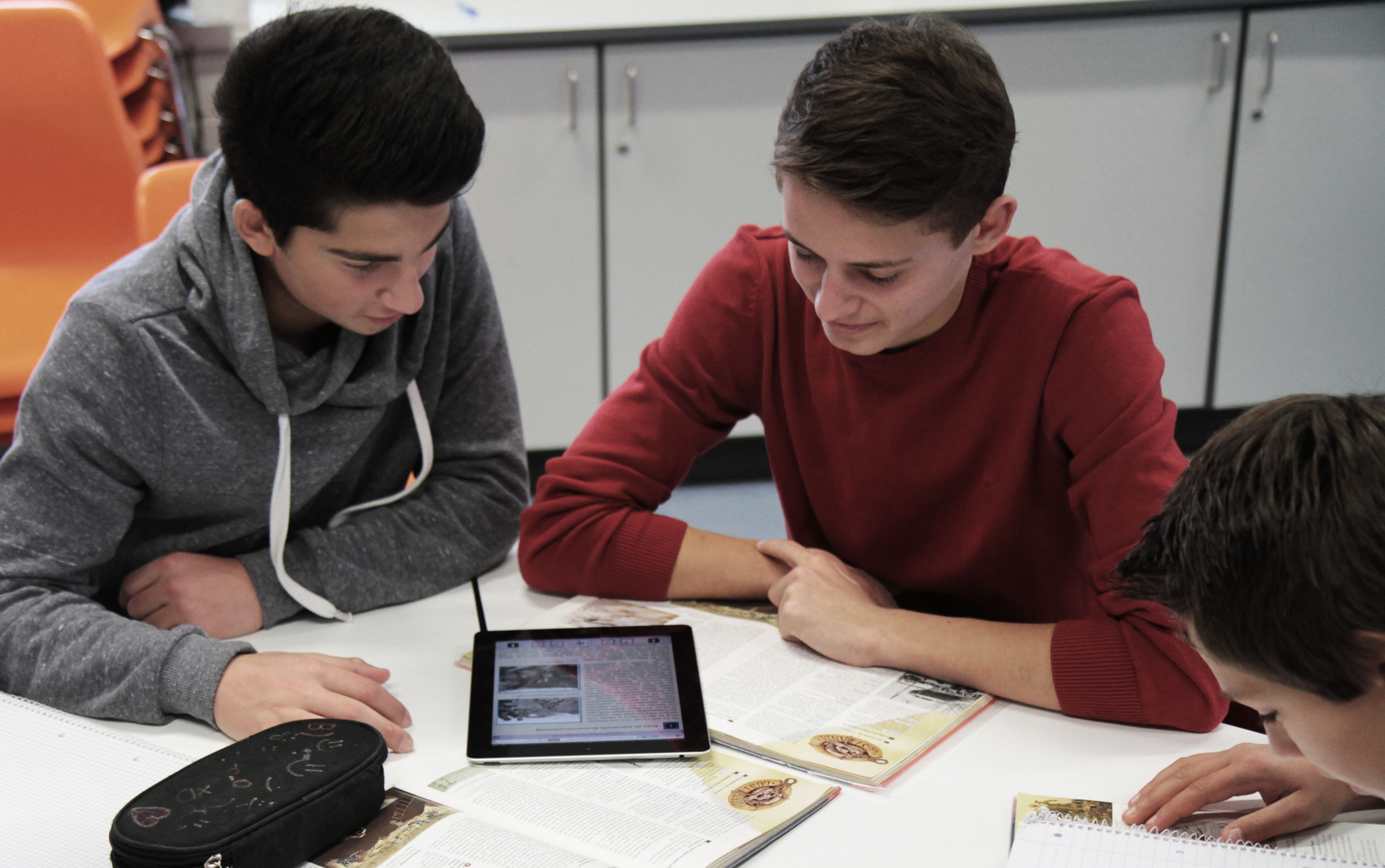
Schüler arbeiten mit dem mBook im Unterricht

Das multimediale und digitale Schulbuch mBook ist ein konstruktionstransparentes, interaktives und individualisierbares Lern- und Arbeitsbuch für den Unterricht und wurde prototypisch für das Fach Geschichte konzipiert. Fachinhaltlich wie -didaktisch ist dieses browserbasierte Schulbuch eine Neuentwicklung für kompetenzorientiertes und differenziertes Unterrichten. Es basiert auf einer Konzeption und Entwicklungsstrategie, die das Institut für digitales Lernen unter Leitung von Marcus Ventzke und Florian Sochatzy auf der Grundlage geschichtsdidaktischer Forschungsergebnisse erarbeitet hat. Dabei wurde das mBook nicht nur als Förder-, sondern auch als Forschungsinstrument entwickelt.

## mBook Versionsgeschichte
Das mBook für das Fach Geschichte existiert inzwischen in mehreren Versionen. Das mBook Belgien wird seit 2013 in der Deutschsprachigen Gemeinschaft in Belgien verwendet. Seit 2014 ist die zweite Version (mBook NRW) im Rahmen eines wissenschaftlich begleiteten Pilotprojekts im Einsatz. Am 9. März 2017 wurde das mBook Russlanddeutsche Kulturgeschichte als frei zugängliches Open-Educational-Resources-Material im Auftrag des Ministeriums für Arbeit, Gesundheit und Soziales des Landes Nordrhein-Westfalen veröffentlicht.
Seit August 2016 steht das mBook Geschichte mit dem Projekt mbook.schule über ein Lizenzmodell allen Lehrenden und Lernenden zur Verfügung. Das mBook Geschichte ist zudem Teil des Tablet-Projekts für allgemeinbildende Gymnasien in Baden-Württemberg. Im Februar 2018 ist auf www.mbook.schule die erste regionalisierte Ausgabe des mBook Geschichte für Baden-Württemberg (Klassen 7–9) erschienen.
Einen gänzlich anderen Ansatz verfolgt das mBook NRW für Gemeinsames Lernen (mBook NRW GL). Es ist das erste für inklusives Lernen entwickelte mBook und kann in der gesamten Sekundarstufe I eingesetzt werden. Es wurde Ende 2017 fertiggestellt und ist ab dem Frühjahr 2018 auf einer eigens entwickelten Distributionsplattform für alle Schulen in Nordrhein-Westfalen verfügbar.
Im Jahr 2017 wurde mbook.schule von Cornelsen erworben. Derzeit werden unter dem Markennamen „mBook“ bereits etablierte Lehrwerksreihen des Cornelsen Verlags digital umgesetzt. Diese können ab dem Schuljahr 2018/2019 von Schulen erprobt und getestet werden. Das mBook Geschichte ist im Rahmen dieser Erprobung zwischen September 2018 bis Juli 2019 kostenfrei.

## Theoretische Grundlagen
Das mBook führt mehrere fachdidaktische, technische und lernpsychologische Theoriegrundlagen zu einem auf konkrete schulische Lernsituationen gerichteten Schulbuch zusammen, das sich als vollständig digitales und konstruktionsdidaktisches Lehr- und Lernwerk definiert. Das mBook hebt die Begrenzungen analoger Unterrichtsmaterialien auf und schafft damit – etwa in den Bereichen Multiperspektivität, Differenzierung, Materialkohärenz, Methodik und Orientierungsfähigkeit – eine Erweiterung fachlicher Arbeits- und Erkenntnismöglichkeiten, die auf analogem Wege nicht oder nur mit unvertretbar hohem Planungs- und Organisationsaufwand zu erreichen ist.
Kompetenzorientierung
Geschichtsfachdidaktische Theoriegrundlage ist das Kompetenzstrukturmodell der internationalen Forschergruppe zur 'Förderung und Entwicklung eines reflektierten und selbstreflexiven Geschichtsbewusstseins (FUER Gruppe). Das mBook betrachtet auf der Grundlage dieses Modells Geschichte als eine Konstruktion, die sich, ausgehend von jeweils gegenwärtigen Herausforderungen, auf die Vergangenheit richtet, um orientierungsrelevante Sinnkonstruktionen für gegenwärtiges und zukünftiges Leben zu erhalten. Auch methodisch regulierte Erzählungen über die Vergangenheit transportieren immer individuelle oder kollektive Interessen und Zukunftserwartungen. Auf diese Weise schaffen sie nicht nur Kenntnisse über die Vergangenheit, sondern zugleich Orientierungsangebote für die Rezipienten. Solche Geschichten re- und de-konstruieren zu können, macht den Kern des Fachs aus. Historisch kompetent ist folglich, wer sowohl Geschichten selbst aktiv erzählen, als auch mit vorliegenden Geschichten analysierend und sie erschließend umgehen kann. Geschichte im Unterricht zu behandeln bedeutet somit: „Geschichte denken statt pauken“. Sie kann ihrem Wesen nach nicht in Form einer simplen Sender-Empfänger-Beziehung vermittelt bzw. auswendig gelernt werden. Schülerinnen und Schüler sollen lernen, sie in reflektierender und selbstreflexiver Absicht zu erarbeiten.
Konstruktionsdidaktik
Anschließend an die Überlegungen von Marcus Ventzke zur Entwicklung einer digitalen Konstruktionsdidaktik nutzen die Autoren des mBooks die mehrdimensionalen und potentiell unabgeschlossenen Konstruktionsmöglichkeiten der digitalen Sphäre als offenen Gestaltungsraum. Dies zeigt sich auf der Darstellungs- wie auch auf der Arbeitsebene: Nutzer können in multifunktionalen Elementen (Kästen) alle angebotenen medialen Möglichkeiten des mBooks rezipierend wie konstruierend nutzen.
Instruktionspsychologie
Für die Konzeption wurden instruktionspsychologische Erkenntnisse für (digitales) Lernen berücksichtigt, die sich mit den Vorstellungen zur Förderung der Kompetenzaneignung verbinden lassen. Dazu zählen u. a. selbständiges Erarbeiten, Forschen und Lernen; aktive, auf Vorwissen aufbauende Wissenskonstruktionen; Entwicklung eigener, reflektierter (Meta-)Konzepte; Lernen in sozialen Kontexten; Arbeit an authentischen, multiperspektivischen Problemstellungen mit persönlichen Orientierungspotentialen; Nutzung kognitiver Konflikte als Auslöser von eigenen Fragestellungen und intrinsischer Lernmotivation.
Medienpädagogik
Das mBook ist für schulische Nutzungszusammenhänge auch eine medienpädagogische Anregung. Ein verantwortlicher, selbstbestimmter, distanzierungsfähiger und methodisch kontrollierter Umgang mit neuen Medien lässt sich anhand konkreter Aufgaben, Themenstellungen und Unterrichtsmaterialien in den schulischen Bildungsprozess integrieren. Indem Lernende Internetrecherchen im Kontext fachlicher Aufgabenstellungen betreiben, die Wirkungen von Verlinkungen kennenlernen und sich digitale Kommunikationstechniken durch kollaborative Lernsituationen aneignen, kann sich Medienlernen mit Arbeitsnutzen verbinden.

## Gestaltung
Auf die didaktischen und medienpädagogischen Herausforderungen bezieht sich die Gestaltungskonzeption des mBooks. Eines seiner wesentlichen Merkmale besteht darin, die Vorteile analoger und digitaler Präsentationsformen miteinander zu verbinden. Gleichwohl überschreitet das mBook die Begrenzungen bisheriger gedruckter Schulbücher. Durch ein Mehr-Ebenen-System entstehen vielfältige Möglichkeiten für Erweiterungen und Vertiefungen.
Methodisches Arbeiten in de- und re-konstruierender Hinsicht wird damit vielfach überhaupt erst möglich: Bilder lassen sich in analysierbaren Größen anzeigen. Schriftliche Quellen werden in unterschiedlichen sprachlichen Niveaus angeboten (Original der Quelle, vereinfachte und an die heutige Sprache angepasste Versionen, Übersetzungen, Audios etc.) und können somit für differenziertes Unterrichten genutzt werden. Die Quellenauswahl ermöglicht auch mehrperspektivisches Arbeiten. Um komplexe oder abstrakte Vorgänge zu erschließen, werden Animationen sowie audiovisuelle Materialien entwickelt oder didaktisch aufbereitet.
Damit Lernende verstehen können, dass Fragestellungen darüber entscheiden, welche Geschichten erzählt werden, macht das mBook die Konstruktionsprozesse von Geschichte transparent. Dazu informieren die Autoren in sogenannten Dialog- und Transparenztexten zu Beginn der Kapitel über die inhaltlichen Schwerpunktsetzungen und begründen ihre Orientierungsangebote: Warum erzähle ich dir diese Geschichte in der vorliegenden Weise und welche Bedeutung hat sie für mein/dein Leben in der Gegenwart? Dem gleichen Zweck dienen auch Autoreninterviews, die als Videos zu Beginn der Hauptkapitel abgerufen werden können.
Alle Nutzer erhalten ihr eigenes Exemplar. Lernende können im mBook Aufgaben bearbeiten, Markierungen vornehmen, Notizen einfügen oder eigenes Material in bestimmte Bereiche hochladen. Diese Inhalte sind jedoch von anderen Personen nicht einzusehen. Auf diese Weise kann u. a. eine langfristige Dokumentation des Lernprozesses entstehen, die schuljahresübergreifende thematische Wiederholungsprozesse auf der Grundlage eigenständig erarbeiteter Materialien ermöglicht. Den Ausgangspunkt der thematischen Arbeit bilden im mBook gegenwärtige Orientierungsnotwendigkeiten. Sie beruhen auf anthropologischen Spannungen (vgl. dazu den Geschichtstheoretiker Jörn Rüsen): oben und unten, arm und reich, mächtig und machtlos, friedlich und gewalttätig, einsam und sozial, inklusiv und exklusiv etc. Im mBook wird nach der Spezifik dieser Spannungen zu unterschiedlichen Zeiten und an unterschiedlichen Orten gefragt. Die gewonnenen Erkenntnisse werden auf den semantischen Wandel der Fachbegrifflichkeit bezogen, bei dem mit Reinhart Koselleck „Überlappungen und Verschiebungen ‚moderner‘ und ‚alter‘ Wortbedeutungen […] erfragt“ werden sollen. Im mBook wird dieser Wandel durch eine Systematik von historischen Kategorien, Begriffskonzepten und Eigennamen transparent und nutzbar gemacht.
Im mBook NRW und bei mbook.schule existiert auch eine Lehrerversion (mBook-L), die kein “Lösungsheft” oder “Theorieband” ist, sondern material- und unterrichtsnahe Erläuterungen, kompetenzorientierte Musterlösungen, mögliche Ergebnissicherungen (Tafelbilder), Anregungen zu Sozialformen, Lernprozessgestaltungen und Produkterstellungen enthält. Das mBook-L geht immer von der konkreten Planungs- und Organisationsaufgabe Unterrichtender aus. Zur Verdeutlichung der fachdidaktischen und fachinhaltlichen ‘roten Fäden’ der Kapitel wurden sogenannte “Fortbildungen on demand” in das mBook-L integriert. dabei handelt es sich um mehrminütige Videos, die schnelle Überblicke und Auswahlentscheidungen erleichtern sollen.

## Technik
Das mBook ist browserbasiert und somit system- und plattformunabhängig. Die Deutschsprachige Gemeinschaft Belgiens (DG) nutzte das mBook bis 2018 innerhalb der Lernplattform fronter, in Nordrhein-Westfalen wird es über die Plattform LOGINEO distribuiert. Über ein Single Sign-on Verfahren überträgt sich der Nutzerlogin auf das mBook. Notizen, Markierungen, Aufgabenbeantwortungen und Uploads werden damit gespeichert und den einzelnen Nutzern zugeordnet. Darüber hinaus ist grundsätzlich eine Offlinenutzung als Webapp möglich. Die individuellen Zugänge ermöglichen auch die Differenzierung von Nutzergruppen: Unterrichtende erhalten damit zum Beispiel den Zugang zur Lehrerversion des mBooks (mBook-L).
Das Projekt mbook.schule verfügt über eine eigene Nutzerverwaltung, erhebt aber keine personenbezogenen Daten.

## Praxis
Seit 1. September 2013 ist eine für die Deutschsprachige Gemeinschaft Belgiens entwickelte Version eines mBooks in fünf Bänden im Einsatz. Die Bände behandeln alle Epochen von der Antike bis zur Zeitgeschichte und bilden die mediale Grundlage des Unterrichts im Sekundarschulwesen der DG (Kl. 9–12). Das mBook Belgien setzt den in den Jahren 2010–2013 entwickelten kompetenzorientierten Rahmenplan für das Fach Geschichte um. Zur Einführung in den regulären Unterricht hat die DG eine sogenannte 1:1-Versorgung aller Klassen mit Tabletcomputern bereitgestellt. Das mBook kann jedoch auch auf allen anderen Computern verwendet werden. Der Unterricht im Fach Geschichte verfügt damit erstmals über ein eigenes, durch das Ministerium der Deutschsprachigen Gemeinschaft zugelassenes und empfohlenes Lern- und Arbeitsbuch. Für das deutsche Bundesland Nordrhein-Westfalen ist ein mBook Geschichte für jüngere Lerner der Sekundarstufe I (Jahrgangsstufe 5–9) verfügbar. Das mBook NRW wird seit September 2014 in einer Implementierungsphase in 41 ausgewählten Schulen im regulären Unterricht getestet. Dabei können Schüler neben Tablets auch mit anderen üblichen Computern arbeiten. In Nordrhein-Westfalen wird die Schülerversion des mBooks durch eine auf die Bedürfnisse kompetenzorientierten Unterrichtens bezogene Lehrerversion ergänzt.
Im Jahr 2017 wurde das mBook NRW als Lernmittel im Fach Geschichte zugelassen.
Auf www.mbook.schule sind unter dem Stichwort „Flatrate Geschichte“ die Themen der Sekundarstufe 1 so aufbereitet, dass ein Großteil der Lehrplanthemen für alle Bundesländer abgedeckt ist. Mit dem bereits erschienenen mBook Geschichte für Baden-Württemberg und dem geplanten mBook Geschichte für Bayern stehen derzeit lehrplanspezifische Veröffentlichungen im Vordergrund.
Das im Auftrag des damaligen Ministeriums für Arbeit, Integration und Soziales in Nordrhein-Westfalen (MAIS) und mit Unterstützung des Landesbeirates für Vertriebenen-, Flüchtlings- und Spätaussiedlerfragen entstandene mBook Russlanddeutsche Kulturgeschichte wird seit 2017 u. a. in Schulen genutzt, die einen erhöhten Anteil Lernender mit russlanddeutschem Hintergrund haben. Es ist fächerverbindend angelegt und gilt als Modellprojekt für die erfolgreiche Umsetzung von Diversität und Differenzierung im Fachunterricht.
Das mBook Gemeinsames Lernen für das Fach Geschichte in der Sekundarstufe I des Landes Nordrhein-Westfalen basiert auf dem mBook Geschichte NRW, wurde jedoch für inklusiven Unterricht optimiert. Neu entwickelte Inhaltskapitel greifen Inklusion und Exklusion für jede Epoche als eine gesellschaftliche Grundgegebenheit thematisch auf.
Das mBook Gemeinsames Lernen verfügt zudem über ein an jedem Inhaltselement des Buch aufrufbares Hilfsinstrument (magic tool bar), das, bezogen auf die Materialien, Differenzierungen nach dem Konzept der Herausforderungsdichten, mediale Alternativen sowie aufgabenspezifische Erläuterungen zu methodischem Vorgehen anbietet. Ein Personalisierungstool kann für Darstellungsanpassungen bei Schriftarten, Kontrasten, Hintergrundfarben etc. genutzt werden. Fremdsprachliche Übersetzungen der Texte, u. a. ins Arabische, sind ebenfalls möglich. Das zugehörige Angebot für Lehrende enthält u. a. konkrete Hinweise für die Arbeit mit verkürzten Narrationen und Erläuterungen zur Umsetzung der zugrundeliegenden Konzepte (Kompetenzorientierung, Inklusion und Diversität). Außerdem finden sich konkrete Hinweise für Ergebnishorizonte im inklusiven Unterricht, etwa Tafelbilder für den inklusiven Unterricht.

## Lizenz
mbook.schule konnte über den Erwerb einer zeitlich begrenzten Lizenz genutzt werden. Die unterschiedlichen Lizenztypen orientierten sich dabei an den Bedürfnissen von privaten Nutzern, Lehrern, Schulklassen sowie Institutionen und konnten individuell gebucht werden. Ab September 2018 wurde das mBook Geschichte zur kostenfreien Erprobung bis Juli 2019 freigegeben. Die Nutzer können zwischen einer Klassenlizenz und einer Einzellizenz für Lehrende wählen.
Die Inhalte des mBooks dürfen sowohl privat als auch zu Unterrichtszwecken genutzt werden, dabei muss jedoch das Urheberrecht der Texte und der verwendeten Medien berücksichtigt werden. Ein Teil der Medien im mBook Geschichte steht unter Creative Commons oder Gemeinfreien Lizenzen, hier gelten gesonderte Regelungen für die Nutzung.

## mBook und Digitalisierung
Die Ministerpräsidentin von Nordrhein-Westfalen, Hannelore Kraft, führte in ihrer Regierungserklärung im Landtag am 29. Januar 2015 das mBook als Teil der Digitalisierungsstrategie des Landes auf.
Seit Juli 2017 ist mBook.schule Teil des Cornelsen-Verlags und fungiert als Innovationstreiber für digitale Bildungsmedien in allen Schulfächern.

## Forschung
In der DG wird die Nutzung des mBooks von einem BMBF-Projekt wissenschaftlich begleitet. In einer Längsschnittstudie nehmen Lernende der DG zu Beginn jedes Schuljahrs an einem Kompetenztest teil. Dabei wird gefragt, ob die mBook-Nutzung Effekte beim Kompetenzerwerb zeigt. Das mBook eröffnet in anderen Formaten noch weitere Möglichkeiten in der Schulbuch- und Kompetenzforschung. Technikgestützte Schulbuchforschung mit Hilfe des mBooks erbringt erstmals empirisch triftige Daten über die Nutzung von Geschichtsschulbüchern im Unterricht. Diese können zur Erhebung von Kompetenzausprägungen, aber auch zur Förderung von Kompetenzen genutzt werden. Ein besonderes Anwendungsfeld sind inklusive Klassen. Die dafür notwendige Entwicklungsarbeit leistet das Institut für digitales Lernen. Die wissenschaftliche Erforschung des mBooks erfolgt über partnerschaftliche Kooperationen, die zwischen der Professur für Theorie und Didaktik der Universität Eichstätt-Ingolstadt, dem Institut für digitales Lernen und anderen Forschungseinrichtungen bestehen. Partner für empirische Forschung sind das Deutsche Institut für Internationale Pädagogische Forschung Frankfurt am Main, das Leibniz-Institut für Wissensmedien Tübingen sowie das Hector-Institut für empirische Bildungsforschung der Eberhard-Karls-Universität Tübingen.

## Auszeichnungen
Das mBook hat den deutschen eBook Award 2015 auf der Frankfurter Buchmesse gewonnen. Das mBook war 2015 bereits für den auf der Leipziger Buchmesse vergebenen Preis „Schulbuch des Jahres“ des Georg-Eckert-Institut für internationale Schulbuchforschung nominiert. Damit stand erstmals ein digitales und multimediales Lehr- und Lernmittel zur Auswahl. Im Jahr 2016 wurde der Band 5 des mBooks Geschichte für die zweite und dritte Stufe des allgemeinbildenden und technischen Übergangsunterrichts in der Regelsekundarschule der Deutschsprachigen Gemeinschaft Belgiens zur Geschichte des 19. Jahrhunderts mit dem „Sonderpreis Schulbuch des Jahres“ ausgezeichnet, der 2016 vom Georg-Eckert-Institut für internationale Schulbuchforschung in Zusammenarbeit mit der Bundeszentrale für politische Bildung vergeben wurde
2016 hat das Institut für digitales Lernen mit dem mBook die Wildcard der Frankfurter Buchmesse für einen Messeauftritt gewonnen. 137 Publisher aus über 20 Ländern hatten sich beworben. Das Institut für digitales Lernen nutzte seine Präsentationsfläche für das Programm der Edu-Couch: Interviews mit Bildungsexperten wurden live von der Messe übertragen.
Im Herbst 2017 wurde das mBook Russlanddeutsche Kulturgeschichte während der Frankfurter Buchmesse erneut mit dem eBook Award ausgezeichnet.
Im Jahr 2018 wurde das mBook Geschichte während der Bildungsmesse didacta in Hannover in der Kategorie Gesellschaft als Schulbuch des Jahres 2018 mit dem 1. Platz ausgezeichnet. Der Preis wurde 2018 durch das Georg-Eckert-Institut für internationale Schulbuchforschung, den Didacta-Verband und die Bundeszentrale für politische Bildung vergeben.